# المستكشفان
المستكشفان مسلسل أمريكي للأطفال، وناشئان هذا المسلسل هما الأخوان كرات.

## المزيد من المعلومات
في مغامرات مشوقة في الحياة البرية، يسعى «المستكشفان» إلى إنقاذ حياة الحيوانات في مختلف المواقف سواء من البشر أو من الحيوانات المفترسة الأخرى.

## عناوين دولية
- العربية : المستكشفان
- / الإنجليزية : Wild Kratts
- الفرنسية : Les frères Kratt
- الإسبانية (إسبانيا) : Los hermanos Kratt
- الإسبانية (أمريكا اللاتينية) : Aventuras con los Kratt
- البرتغالية : Os manos Kratts
- البرتغالية البرازيلية : Aventuras com os Kratts
- الألمانية : Go Wild! Mission Wildnis
- المجرية : Állati küldetés
- الرومانية : Cu frații Kratt în sălbăticie
- الصربية : Пустоловине са браћом Крет

## الشخصيات

### فريق المستكشفان

#### مارتن
يحب مارتن إعطاء أسماء للحيوانات التي يجدها، مما يسمح للفريق التواصل مع الحيوان. مارتن هو أكثر ضحكا من الاثنين. وهو يستعجل ويتسرع، على عكس شقيقه الأصغر كريس. مارتن هو غير منظم قليلا، وهو عطوف، ومتحمس، ولكن يعرف متى يكون الخطر. وعلى النقيض من مهارات التسلق شقيقه كريس، فإن مارتن هو سباح أكثر خبرة. و يحب أيضا الوصول إلى عقل الحيوان في أوقات مختلفة («كن الفظ!»). كما أن لديه قلب طفولي، نظرا إلى المرح وطبيعة روح الدعابة.

#### كريس
كريس هو عكس تماما من شقيقه وشقيق أكثر تنظيما من الاثنين. على عكس مارتن، وانه يحب أن يأخذ وقته اختبار الحمض النووي للحيوانات لفهم أفضل الحيوانات وينقذهم من الأشرار. كريس منظة، وفكري، وهادئ، كريس هو متسلق من ذو الخبرة.

#### آفيفا
آفيفا هي قائدة فريق المستكشفان.هي مهندسة ومخترعة. انها تصمم كل من الاختراعات التي تساعد كريس ومارتن، عادة تهتم بالطبيعة. مرة واحدة قالت انها تتألف عقلها، فإنه يأخذ جاذبية لعواطفها وأدلة دامغة لتغييره. وهي أيضا قادرة على المنافسة، لتنافس في مسابقات زاك فارميتك، والأخوان، وحتى الطبيعة نفسها.

#### كوكي
كوكي تعمل على قاعدة بيانات حاسوبية لقعيدة السلحفاة، والبحث عن الحيوانات للأخوان، وغالبا ما يستخدم الحاسوب لتتبع الأشرار عبر الأقمار الصناعية. أيضا، كوكي تدير نظام الاتصالات من قعيدة السلحفاة، والحفاظ على اتصال مع كريس ومارتن وطوال مهامهم. وقالت انها أيضا يتلقى أحيانا إشارات عن غيره من الناس الذين يرغبون في التواصل مع الأخوان المستكشفان، واعتراض الاشارات المرسلة من قبل الأشرار لبعضها البعض. انها ليست خائفة لرأيها في الكلام وقول الحقيقة وكما ترى الأمر.

#### جيمي
جيمي هو طيّار قعيدة السلحفاة . على الرغم من شبابه، فجيمي طيار متمرس . جيمي غالبا ما تكون غير متأكد من الحيوانات، لذلك فهو يسأل بقية الفريق. ويرد عليه أن يكون عصبي للغاية، خصوصا حول فقدان جهاز التحكم الخاص به. فيستخدمه لانتقال فوري الأشياء إلى كريس ومارتن عندما يكونان بعيدان، ويستعمله أيضا للعب ألعاب الفيديو. وقال انه في معظم الأحيان يساعد أفيفا لتخترع الآرت عن طريق تسليم العناصر التي تحتاجها لكي تعمل.

### الأشرار

#### زاك فارميتيك
زاك مخترع روبوتات شريرة، ويخترعها لمنافسة فريق المستكشفان، فهو يكره الحيوانات، التقى مع أفيفا في المخيم الصيفي. من شدة كره للحيوانات، فيستعملها لتطوير روبوتاته. ويسمي الأخوان المستكشفان ب«الجرذان».

#### دونيتا دوناتا
دونيتا دوناتا مصممة أزياء شريرة، فتستعمل الحيوانات البرية لأزيائها، وفتثبتها بشعاع وردي. وهي تسافر بطائرة وردية وقارب وردية. ولها رفيق اسمه «دابيو».

#### أكول
أكول طباخ شرير، فهو طاهي ماهر، يستعمل الحيوانات كوجبات خاصة الحيوانات النادرة، وهو يسافر بقارب متحول.

## وصلات خارجية
- المستكشفان على موقع IMDb (الإنجليزية)
- المستكشفان على موقع نتفليكس (الإنجليزية)
- المستكشفان على موقع كينوبويسك (الروسية)
- المستكشفان على موقع قاعدة بيانات الفيلم (الإنجليزية)

- الموقع الرسمي
- الموقع الرسمي على تلفزيون ج

قالب:قناة تلفزيون ج